# Антиохийска латинска патриаршия
Антиохийската латинска патриаршия (Antiochia) е образувана официално след Първия кръстоносен поход от Боемунд I Антиохийски, първият княз на Антиохия през 1098 г. Православеният антиохийски патриарх е изгонен и бяга в Константинопол. Латинската патриаршия съществува до 1268 г., когато княжеството е завладяно от мамелюците. Титлата е премахната през 1964 г.

## Латински патриарси на Антиохия
- Бернар от Валенсия (1100–1135)
- Ралф (I) от Домфронт (1135–1140)
- Аймерих от Лимож (1140–1193)
- Ралф II (1193–1196)
- Петър от Angoulême (1196–1208)
- Петър от Иврея (1209–1217) (преди игумен на Locedio)
- Пиетро Капуано (25 април 1219–октомври 1219)
- Райние (1219–1225)
- Алберто да Регио (1229 – ?) (преди епископ на Бреша)
- Алберт Резато (1226–1245)
- Опицо Фиесчи (1247–1292), от 1268 само номинално
- Иснард (1311–1320) (също архиепископ на Thebes)
- вакантен (1320–1342)
- Жералд Отон (1342–1348)
- Pere Clasquerí (също архиепископ на Тарагона)
- Raymond de Salgues (?1364–1374) (също епископ на Аген)
- Séguin d'Anton (1380–1395) (също архиепископ на Турс)
- Венцел Герард Буренитц (1397–1409)
- Йоан (1415–1426)
- Denis du Moulin (1439–1447) (също епископ на Париж)
- Jacques Juvénal des Ursins (1449–1457)
- Guillaume de la Tour (1457–1470) (също епископ на Родос)
- Guilelmus (14 октомври 1471–1471)
- Gérard de Crussol (1471–1472)
- Лоренцо Зане (1473–1485) (също епископ на Бреша)
- Джордано Гаетано (1485–1496)
- Себастиан (1495? – 1502?)
- Алфонсо Карафа (1505–1534) (също епископ на Луцера)
- Игнаций (1529? – ?)
- Fernando de Loaces, O.P. (1566–1568)
- Свети Жуан де Рибера (1568–1611) (също епископ на Валенсия)
- Tommaso d’Avalos de Aragona (1611–1622?)
- Луиджи Каетани (1622–1626)
- Джовани Батиста Памфили (1626–1629)
- Цезаре Монти (1629–1633) (също архиепископ на Милано)
- Фабио дела Леонеса (1634–1667?)
- Алесандро Кресценци (1675–1688)
- Джакомо Алтовити (1667–1693)
- Микеланжело Матеи (1693–1699)
- Charles Thomas Maillard de Tournon (1701–1710)
- Гиберто Бартоломео Боромео (1711–1714?)
- Филипо Анастаси (1724–1735)
- Joaquín Fernández Portocarrero (1735–1743)
- Франческо Мария Палавичини (1743-1749)
- Лодовико Калини (1751–1766)
- Доменико Джордани (1766–1781)
- Карло Камуци (1781–1788)
- Джулио Мария дела Сомаля (1788–1795)
- Giovanni Francesco Guidi di Bagno-Talenti (1795–1799)
- Antonio Despuig y Dameto (1799–1803)
- вакантен?
- Lorenzo Girolamo Mattei (1822–1833)
- Antonio Piatti (1837–1841)
- Giovanni Nicola Tanari (1845–1853)
- Albertus Barbolani di Montauto (1856–1857)
- Josephus Melchiades Ferlisi (1858–1860)
- Каролус Белградо (1862–1866)
- Павел Брунони (1868–1877)
- Petrus De Villanova (1879–1881)
- Placidus Ralli (1882–1884)
- Vencentius Tizzani (1886–1892)
- Франческо ди Паола Касета (1895–1899)
- Карло Ноцела (1899–1901), † 1903, става латински патриарх на Константинопол
- Лоренцо Пасарини (1901–1915)
- Ladislaus Zaleski (1916–1925)
- Роберто Вицентини (1925–1953)
- вакантен (1953–1964)
- 1964 прекратен